# Trevon Jenifer
Trevon Edward Jenifer, né le 7 septembre 1988 à La Plata (Maryland), est un joueur paralympique américain de basket-ball en fauteuil roulant.

## Carrière
En 1992, Jenifer participe à l'athlétisme en fauteuil roulant et au basketball en fauteuil roulant avec New Life Inc. Il est détenteur du record américain du 100, 200, 400 et 800 mètres dans les groupes d'âge U11 et U14. Il fait plusieurs allocutions, discours de motivation et démonstrations pour les enfants, de nombreuses organisations, etc. Jenifer a été conférencière principale pour l' Americans with Disabilities Act, la Horace Mann School et bien d'autres.
En 2006, il publie son premier livre, From the Ground Up,.
Jenifer travaille pour les services secrets américains en tant que spécialiste de la sécurité du personnel au sein de la division de gestion de la sécurité.

## Basket-ball en fauteuil roulant

### À l'université
De 2006 à 2011, Jenifer fréquente l'Université d'Edinboro en Pennsylvanie, où il joue au basket-ball en fauteuil roulant et obtient un baccalauréat en justice pénale. Il est capitaine de l'équipe de 2008 à 2011, première équipe All-American en 2010, deuxième équipe All-American en 2011,.

### Équipe nationale
En 2009, il rejoint l'équipe nationale américaine de basket-ball en fauteuil roulant U23. Il aide son équipe à remporter l'or à la Coupe du monde en France et l'argent à la BT Cup à Londres. En 2010, Jenifer fait partie de l'équipe nationale masculine de basket-ball en fauteuil roulant des États-Unis. Il aide son équipe à remporter l'or aux Jeux panaméricains de Guadalajara, au Mexique, en 2011. Il a ensuite aidé son équipe à remporter le bronze aux Jeux paralympiques de 2012 à Londres, la première médaille remportée par l'équipe masculine de basketball en fauteuil roulant en 12 ans. Il a été membre de l'équipe qui a remporté la médaille d'argent au Championnat du monde de basket-ball en fauteuil roulant d'Incheon 2014, s'inclinant en finale contre l'Australie. Jenifer participe aux Jeux paralympiques d'été de 2016 et remporte une médaille d'or, la première en 28 ans, avec l'équipe masculine américaine de basket-ball en fauteuil roulant.

### En club
En 2011-2013, Jenifer joue pour Bay City, une équipe locale basée à Erie, en Pennsylvanie. Il aide son équipe à terminer 2e de la nation dans la division 3 lors de la saison 2011-2012, où il reçoit le First Team All-Tournament. Au cours de la saison 2012-2013, il aide son équipe à terminer septième de la Nation en Division 2.

### Professionnel

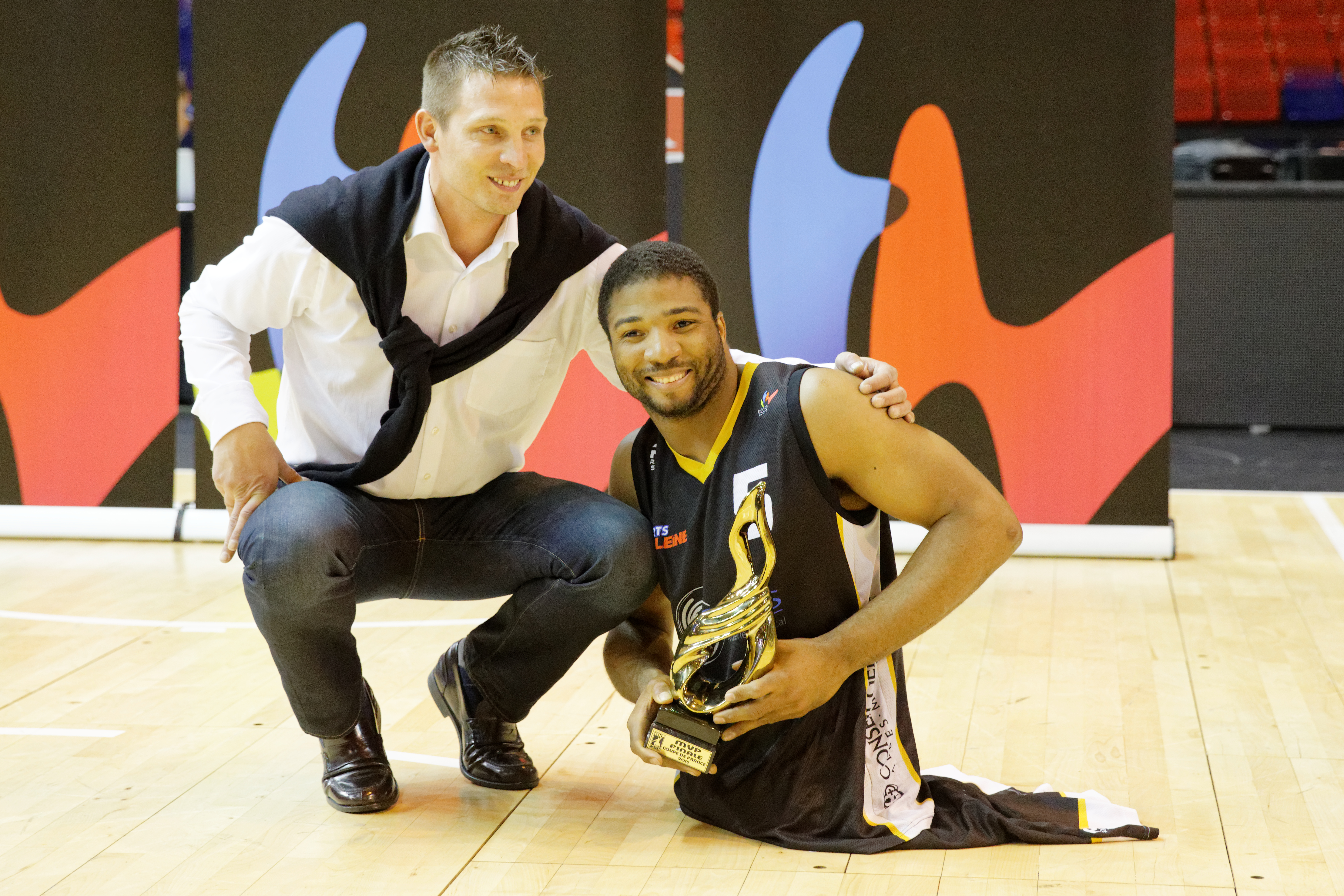
Trevon Jenifer élu MVP de la finale de la coupe de France 2015.

En 2013-2014, Trevon Jenifer fait sa première apparition en tant qu'athlète professionnel. Il joue pour Handi-Basket Le Cannet en France, où il remporte le All-Tournament dans la première partie de l'Eurocup et fait partie de l'équipe All-Star.

## Lutte
En 2004-2006, il fait de la lutte à la Huntingtown High School, pesant 47 kilogrammes. Sa première année, il termine 17-18 et sixième au SMAC (Southern Maryland Athletic Conference). Sa deuxième année, il termine deuxième au SMAC, deuxième deuxième aux régionales et troisième dans l'État du Maryland. En 2006, Jenifer a également été intronisé au Wrestling Hall Of Fame pour la Médaille du Courage.

## Vie privée
Jenifer est née sans les deux jambes ; par conséquent, il mesure 91 centimètres.